# 隅田郵便局
隅田郵便局（すだゆうびんきょく）は和歌山県橋本市にある郵便局。民営化前の分類では無集配特定郵便局であった。

## 概要
所在地：〒648-0017 和歌山県橋本市隅田町中島116-1
かつては、橋本市内で橋本郵便局と並ぶ集配郵便局であり、市内の集配業務を担当していたが、民営化前の集配郵便局再編の際に、当該業務を廃止し橋本郵便局へ移管した。

## 沿革
- 1922年（大正11年）8月16日 - 開局。
- 1991年（平成3年）10月14日 - 集配業務を橋本郵便局へ移管。
- 2007年（平成19年）10月1日 - 民営化。
- 2012年（平成24年）10月1日 - 日本郵便株式会社発足。

## 取扱内容
- 郵便、印紙、ゆうパック、内容証明
- 貯金、為替、振替、振込、国際送金、国債
- 生命保険、バイク自賠責保険
- ゆうちょ銀行ATM

## 周辺
- 橋本市立隅田小学校
- 橋本市立隅田中学校
- 小川工業
- あやの台
- 国道24号
- ㈱トパーズ

## アクセス
- JR和歌山線 隅田駅から徒歩約10分
- 橋本道路 橋本東ICから南へ約1km
- 駐車場あり：4台